# Listă de aeroporturi după codul IATA: B
Mai jos este lista de aeroporturi al căror cod IATA începe cu litera B.
Această listă este generată cu date din Wikidata și este actualizată periodic de un robot.
 Editările făcute în listă vor fi șterse la următoarea actualizare!
| Imagine | Cod IATA    | Articol                                                         |
| ------- | ----------- | --------------------------------------------------------------- |
|         | BEB         | Aeroportul Benbecula                                            |
|         | BSJ         | Aeroportul Bairnsdale                                           |
|         | BKM         | Aeroportul Ba'kelalan                                           |
|         | BOH         | Aeroportul Bournemouth                                          |
|         | BNW         | Aeroportul Municipal Boone                                      |
|         | BUX         | Aeroportul Bunia                                                |
|         | BUY         | Aeroportul Bunbury                                              |
|         | BDO         | Aeroportul Internațional Husein Sastranegara                    |
|         | BJM         | Aeroportul Internațional Bujumbura                              |
|         | BRD         | Aeroportul Regional Brainerd Lakes                              |
|         | BSW         | Aeroportul Boswell Bay                                          |
|         | BEM         | Aeroportul Beni Mellal                                          |
|         | BLL         | Aeroportul Billund                                              |
|         | BBI         | Aeroportul Biju Patnaik                                         |
|         | BVK         | Aeroportul Huacaraje                                            |
|         | BJB         | Aeroportul Bojnord                                              |
|         | BNE         | Aeroportul Brisbane                                             |
|         | BDE         | Aeroportul Baudette                                             |
|         | BDL         | Aeroportul Internațional Bradley                                |
|         | BNC         | Aeroportul Beni Mavivi                                          |
|         | BDJ         | Aeroportul Syamsudin Noor                                       |
|         | BWL         | Aeroportul Municipal Blackwell–Tonkawa                          |
|         | BFS         | Aeroportul Internațional Belfast                                |
|         | BLO         | Aeroportul Blönduós                                             |
|         | BLP         | Aeroportul Huallaga                                             |
|         | BEG         | Aeroportul Belgrad Nikola Tesla                                 |
|         | BHP         | Aeroportul Bhojpur                                              |
|         | BIB         | Aeroportul Baidoa                                               |
|         | BNG         | Aeroportul Municipal Banning                                    |
|         | BWC         | Aeroportul Municipal Brawley                                    |
|         | BDS         | Aeroportul Brindisi                                             |
|         | BRL         | Aeroportul Regional Southeast Iowa                              |
|         | BPC         | Aeroportul Bamenda                                              |
|         | BOT         | Aeroportul Bosset                                               |
|         | BCB         | Aeroportul Virginia Tech Montgomery Executive                   |
|         | BCR         | Aeroportul Bela Crkva                                           |
|         | BCR         | Aeroportul Novo Campo                                           |
|         | BSO         | Aeroportul Basco                                                |
|         | BOO         | Aeroportul Bodø                                                 |
|         | BBR         | Aeroportul Baillif                                              |
|         | BRW         | Aeroportul Wiley Post–Will Rogers Memorial                      |
|         | BBC         | Aeroportul Municipal Bay City                                   |
|         | BFO         | Aeroportul Buffalo Range                                        |
|         | BEN         | Aeroportul Internațional Benina                                 |
|         | BGK         | Aeroportul Big Creek                                            |
|         | BDH         | Aeroportul Bandar Lengeh                                        |
|         | BFF         | Aeroportul Regional Western Nebraska                            |
|         | BEW         | Aeroportul Beira                                                |
|         | BLJ         | Aeroportul Mostépha Ben Boulaid                                 |
|         | BOC         | Aeroportul Internațional Bocas del Toro "Isla Colón"            |
|         | BPL         | Aeroportul Bole Alashankou                                      |
|         | BNO         | Aeroportul Municipal Burns                                      |
|         | BBW         | Aeroportul Municipal Broken Bow                                 |
|         | BRB         | Aeroportul Barreirinhas                                         |
|         | BCF         | Aeroportul Bouca                                                |
|         | BFG         | Aeroportul Bullfrog Basin                                       |
|         | BGD         | Aeroportul Hutchinson County                                    |
|         | BPA         | Aeroportul Borongan                                             |
|         | BTJ         | Aeroportul Sultan Iskandar Muda                                 |
|         | BWM         | Aeroportul Municipal Bowman                                     |
|         | BNI         | Aeroportul Benin                                                |
|         | BRA         | Aeroportul Barreiras                                            |
|         | BLZ         | Aeroportul Internațional Chileka                                |
|         | BEV         | Aeroportul Be'er Sheva                                          |
|         | BFH         | Aeroportul Bacacheri                                            |
|         | BNN         | Aeroportul Brønnøysund                                          |
|         | BBL         | Aeroportul Ballera                                              |
|         | BND         | Aeroportul Internațional Bandar Abbas                           |
|         | BME         | Aeroportul Internațional Broome                                 |
|         | BNU         | Aeroportul Blumenau                                             |
|         | BIK         | Aeroportul Frans Kaisiepo                                       |
|         | BNS         | Aeroportul Barinas                                              |
|         | BLI         | Aeroportul Internațional Bellingham                             |
|         | BZD         | Aeroportul Balranald                                            |
|         | BTY         | Aeroportul Beatty                                               |
|         | BBS         | Aeroportul Blackbushe                                           |
|         | BUU         | Aeroportul Muara Bungo                                          |
|         | BFQ         | Aeroportul Bahía Piña                                           |
|         | BHN         | Aeroportul Beihan                                               |
|         | BID         | Aeroportul Block Island State                                   |
|         | BAL         | Aeroportul Batman                                               |
|         | BIA         | Aeroportul Bastia – Poretta                                     |
|         | BTZ         | Aeroportul Bursa                                                |
|         | BDP         | Aeroportul Bhadrapur                                            |
|         | BLV         | Aeroportul MidAmerica St. Louis                                 |
|         | BAY         | Aeroportul Internațional Maramures                              |
|         | BJO         | Aeroportul Bermejo                                              |
|         | BTS         | Aeroportul M. R. Štefánik                                       |
|         | BHM         | Aeroportul Internațional Birmingham-Shuttlesworth               |
|         | BEC         | Aeroportul Beech Factory                                        |
|         | BGL         | Aeroportul Baglung                                              |
|         | BCH         | Aeroportul Baucau                                               |
|         | BDG         | Aeroportul Municipal Blanding                                   |
|         | BYO         | Aeroportul Bonito                                               |
|         | BRT         | Aeroportul Bathurst Island                                      |
|         | BLM         | Aeroportul Monmouth Executive                                   |
|         | BAV         | Aeroportul Baotou Erliban                                       |
|         | BMT         | Aeroportul Municipal Beaumont                                   |
|         | BTV         | Aeroportul Burlington                                           |
|         | BWG         | Aeroportul Regional Bowling Green-Warren County                 |
|         | BER         | Aeroportul Berlin Brandenburg                                   |
|         | BLR         | Aeroportul Internațional Kempegowda                             |
|         | BNL         | Aeroportul Regional Barnwell                                    |
|         | BUF         | Aeroportul Internațional Buffalo Niagara                        |
|         | BSC         | Aeroportul José Celestino Mutis                                 |
|         | BUC         | Aeroportul Burketown                                            |
|         | BUM         | Aeroportul Butler Memorial                                      |
|         | BUJ         | Aeroportul Ain Eddis                                            |
|         | BSI         | Aeroportul Balesin                                              |
|         | BRU         | Aeroportul Bruxelles                                            |
|         | BKA         | Aeroportul Bykovo                                               |
|         | BLC         | Aeroportul Bali                                                 |
|         | BMC         | Aeroportul Brigham City                                         |
|         | BTB         | Aeroportul Bétou                                                |
|         | BPM         | Aeroportul Begumpet                                             |
|         | BDV         | Aeroportul Moba                                                 |
|         | BOG         | Aeroportul Internațional El Dorado                              |
|         | BEH         | Aeroportul Regional Southwest Michigan                          |
|         | BTX         | Aeroportul Betoota                                              |
|         | BIV         | Aeroportul Bria                                                 |
|         | BNP         | Aeroportul Bannu                                                |
|         | BSL MLH EAP | Aeroportul Basel-Mulhouse-Freiburg                              |
|         | BTP         | Aeroportul Butler County                                        |
|         | BYD         | Aeroportul Al Bayda'                                            |
|         | BYI         | Aeroportul Municipal Burley                                     |
|         | BKX         | Aeroportul Regional Brookings                                   |
|         | BLE         | Aeroportul Dala                                                 |
|         | BOR         | Aeroportul Internațional Bokeo                                  |
|         | BJK         | Aeroportul Benjina                                              |
|         | BAF         | Aeroportul Municipal Barnes                                     |
|         | BYB         | Aeroportul Dibba                                                |
|         | BTI         | Aeroportul Barter Island LRRS                                   |
|         | BTQ         | Aeroportul Butare                                               |
|         | BOA         | Aeroportul Boma                                                 |
|         | BBM         | Aeroportul Battambang                                           |
|         | BKR         | Aeroportul Bokoro                                               |
|         | BLW         | Aeroportul Belet Uen                                            |
|         | BSU         | Aeroportul Basankusu                                            |
|         | BZK         | Aeroportul Internațional Bryansk                                |
|         | BWW         | Aeroportul Las Brujas                                           |
|         | BSN         | Aeroportul Bossangoa                                            |
|         | BLF         | Aeroportul Mercer County                                        |
|         | BVH         | Aeroport Vilhena                                                |
|         | BBK         | Aeroportul Kasane                                               |
|         | BEL         | Aeroportul Internațional Val de Cans                            |
|         | BML         | Aeroportul Regional Berlin                                      |
|         | BTK         | Aeroportul Bratsk                                               |
|         | BAS         | Aeroportul Balalae                                              |
|         | BBG         | Aeroportul Butaritari Atoll                                     |
|         | BUR         | Aeroportul Hollywood Burbank                                    |
|         | BCC         | Aeroportul Bear Creek 3                                         |
|         | BMO         | Aeroportul Bhamo                                                |
|         | BUZ         | Aeroportul Bushehr                                              |
|         | BZU         | Aeroportul Buta Zega                                            |
|         | BVS         | Aeroportul Breves                                               |
|         | BVV         | Aeroportul Burevestnik                                          |
|         | BAN         | Aeroportul Basongo                                              |
|         | BDI         | Aeroportul Bird Island                                          |
|         | BUG         | Aeroportul Benguela                                             |
|         | BUS         | Aeroportul Internațional Batumi                                 |
|         | BDR         | Aeroportul Sikorsky Memorial                                    |
|         | BJW         | Aeroportul Bajawa Soa                                           |
|         | BVW         | Aeroportul Batavia Downs                                        |
|         | BOJ         | Aeroportul Burgas                                               |
|         | BGM         | Aeroportul Greater Binghamton                                   |
|         | BBN         | Aeroportul Bario                                                |
|         | BBT         | Aeroportul Berbérati                                            |
|         | BLX         | Aeroportul Belluno                                              |
|         | BTH         | Aeroportul Hang Nadim                                           |
|         | BWP         | Aeroportul Bewani                                               |
|         | BJP         | Aeroportul Bragança Paulista                                    |
|         | BQL         | Aeroportul Boulia                                               |
|         | BRE         | Aeroportul Bremen                                               |
|         | BMA         | Aeroportul Stockholm Bromma                                     |
|         | BNA         | Aeroportul Internațional Nashville                              |
|         | BOY         | Aeroportul Bobo Dioulasso                                       |
|         | BJI         | Aeroportul Regional Bemidji                                     |
|         | BKD         | Aeroportul Stephens County                                      |
|         | BMD         | Aeroportul Belo sur Tsiribihina                                 |
|         | BVX         | Aeroportul Regional Batesville                                  |
|         | BFU         | Aeroportul Bengbu                                               |
|         | BMM         | Aeroportul Bitam                                                |
|         | BDD         | Aeroportul Badu Island                                          |
|         | BFD         | Aeroportul Regional Bradford                                    |
|         | BKQ         | Aeroportul Blackall                                             |
|         | BLN         | Aeroportul Benalla                                              |
|         | BPT         | Aeroportul Regional Jack Brooks                                 |
|         | BLD         | Aeroportul Municipal Boulder City                               |
|         | BRX         | Aeroportul Internațional María Montez                           |
|         | BFT         | Aeroportul Beaufort County                                      |
|         | BSD         | Aeroportul Baoshan Yunduan                                      |
|         | BQU         | Aeroportul J. F. Mitchell                                       |
|         | BKK         | Aeroportul Suvarnabhumi                                         |
|         | BEI         | Aeroportul Beica                                                |
|         | BOM         | Aeroportul Internațional Chhatrapati Shivaji                    |
|         | BWX         | Aeroportul Blimbingsari                                         |
|         | BCA         | Aeroportul Gustavo Rizo                                         |
|         | BET         | Aeroportul Bethel                                               |
|         | BGG         | Aeroportul Bingöl                                               |
|         | BHX         | Aeroportul Birmingham                                           |
|         | BJV         | Aeroportul Milas-Bodrum                                         |
|         | BMF         | Aeroportul Bakouma                                              |
|         | BOB         | Aeroportul Bora Bora                                            |
|         | BON         | Aeroportul Internațional Flamingo                               |
|         | BOQ         | Aeroportul Boku                                                 |
|         | BQJ         | Aeroportul Batagay                                              |
|         | BQO         | Aeroportul Tehini                                               |
|         | BRC         | Aeroportul San Carlos de Bariloche                              |
|         | BSP         | Aeroportul Bensbach                                             |
|         | BTA         | Aeroportul Bertoua                                              |
|         | BTT         | Aeroportul Bettles                                              |
|         | BWD         | Aeroportul Regional Brownwood                                   |
|         | BWK         | Aeroportul Bol                                                  |
|         | BYR         | Aeroportul Læsø                                                 |
|         | BCI         | Aeroportul Barcaldine                                           |
|         | BRI         | Aeroportul Bari Karol Wojtyła                                   |
|         | BUP         | Aeroportul Bathinda                                             |
|         | BGI         | Aeroportul Internațional Grantley Adams                         |
|         | BHG         | Aeroportul Brus Laguna                                          |
|         | BDK         | Aeroportul Soko                                                 |
|         | BII         | Aeroportul Bikini Atoll                                         |
|         | BAG         | Aeroportul Loakan                                               |
|         | BBB         | Aeroportul Municipal Benson                                     |
|         | BHJ         | Aeroportul Bhuj                                                 |
|         | BLH         | Aeroportul Blythe                                               |
|         | BHI         | Aeroportul Comandante Espora                                    |
|         | BKI         | Aeroportul Internațional Kota Kinabalu                          |
|         | BUT         | Aeroportul Bathpalathang                                        |
|         | BGB         | Aeroportul Booue                                                |
|         | BGH         | Aeroportul Abbaye                                               |
|         | BHR         | Aeroportul Bharatpur                                            |
|         | BPH         | Aeroportul Bislig                                               |
|         | BUN         | Aeroportul Gerardo Tobar López                                  |
|         | BDB         | Aeroportul Bundaberg                                            |
|         | BMV         | Aeroportul Buon Ma Thuot                                        |
|         | BTU         | Aeroportul Bintulu                                              |
|         | BUD         | Aeroportul Budapesta-Ferihegy                                   |
|         | BEF         | Aeroportul Bluefields                                           |
|         | BCD         | Aeroportul Bacolod-Silay                                        |
|         | BWA         | Aeroportul Gautam Buddha                                        |
|         | BOS         | Aeroportul Internațional Logan                                  |
|         | BQH         | Aeroportul London Biggin Hill                                   |
|         | BJD         | Aeroportul Bakkafjörður                                         |
|         | BOD         | Aeroportul Bordeaux–Mérignac                                    |
|         | BHD         | Aeroportul George Best Belfast City                             |
|         | BBU         | Aeroportul Internațional București Băneasa - Aurel Vlaicu       |
|         | BEU         | Aeroportul Bedourie                                             |
|         | BIU         | Aeroportul Bíldudalur                                           |
|         | BVO         | Aeroportul Municipal Bartlesville                               |
|         | BAT         | Aeroportul Barretos                                             |
|         | BLA         | Aeroportul General José Antonio Anzoátegui                      |
|         | BAH         | Aeroportul Internațional Bahrain                                |
|         | BRN         | Aeroportul Bern                                                 |
|         | BHE         | Aeroportul Woodbourne                                           |
|         | BKB         | Aeroportul Nal                                                  |
|         | BMB         | Aeroportul Bumba                                                |
|         | BMU         | Aeroportul Bima                                                 |
|         | BOP         | Aeroportul Bouar                                                |
|         | BTF         | Aeroportul Skypark                                              |
|         | BYC         | Aeroportul Yacuiba                                              |
|         | BVE         | Aeroportul Brive – Souillac                                     |
|         | BVE         | Aeroportul Brive – Laroche                                      |
|         | BHF         | Aeroportul Cupica                                               |
|         | BUK         | Aeroportul Albuq                                                |
|         | BUO         | Aeroportul Burao                                                |
|         | BBQ         | Aeroportul Codrington                                           |
|         | BIS         | Aeroportul Municipal Bismarck                                   |
|         | BJC         | Aeroportul Rocky Mountain Metropolitan                          |
|         | BKG         | Aeroportul Branson                                              |
|         | BUV         | Aeroportul Placeres                                             |
|         | BRR         | Aeroportul Barra                                                |
|         | BBV         | Aeroportul Nero-Mer                                             |
|         | BCG         | Aeroportul Bemichi                                              |
|         | BSE         | Aeroportul Sematan                                              |
|         | BAA         | Aeroportul Bialla                                               |
|         | BEA         | Aeroportul Bereina                                              |
|         | BJR         | Aeroportul Bahir Dar                                            |
|         | BCO         | Aeroportul Baco                                                 |
|         | BGZ         | Aeroportul Braga                                                |
|         | BKS         | Aeroportul Fatmawati Soekarno                                   |
|         | BOZ         | Aeroportul Bozoum                                               |
|         | BEJ         | Aeroportul Kalimarau                                            |
|         | BFC         | Aeroportul Bloomfield                                           |
|         | BLQ         | Aeroportul Bologna Guglielmo Marconi                            |
|         | BTM         | Aeroportul Bert Mooney                                          |
|         | BYJ         | Aeroportul Beja                                                 |
|         | BYN         | Aeroportul Bayankhongor                                         |
|         | BXK         | Aeroportul Municipal Buckeye                                    |
|         | BUA         | Aeroportul Buka                                                 |
|         | BCQ         | Aeroportul Brak                                                 |
|         | BHB         | Aeroportul Hancock County-Bar Harbor                            |
|         | BHU         | Aeroportul Bhavnagar                                            |
|         | BUL         | Aeroportul Bulolo                                               |
|         | BOL         | Aeroportul Ballykelly                                           |
|         | BSK         | Aeroportul Biskra                                               |
|         | BXS         | Aeroportul Borrego Valley                                       |
|         | BFN         | Aeroportul Bloemfontein                                         |
|         | BFP         | Aeroportul Beaver County                                        |
|         | BIQ         | Aeroportul Biarritz – Anglet – Bayonne                          |
|         | BUI         | Aeroportul Bokondini                                            |
|         | BVI         | Aeroportul Birdsville                                           |
|         | BBY         | Aeroportul Bambari                                              |
|         | BCL         | Aeroportul Barra del Colorado                                   |
|         | BTG         | Aeroportul Batangafo                                            |
|         | BYM         | Aeroportul Carlos Manuel de Céspedes                            |
|         | BHK         | Aeroportul Internațional Bukhara                                |
|         | BFW         | Aeroportul Sidi Bel Abbes                                       |
|         | BEK         | Aeroportul Bareilly                                             |
|         | BIE         | Aeroportul Municipal Beatrice                                   |
|         | BBO         | Aeroportul Berbera                                              |
|         | BFR         | Aeroportul Municipal Virgil I. Grissom                          |
|         | BGR         | Aeroportul Internațional Bangor                                 |
|         | BCW         | Aeroportul Benguera Island                                      |
|         | BWB         | Aeroportul Barrow Island                                        |
|         | BES         | Aeroportul Brest Bretagne                                       |
|         | BRK         | Aeroportul Bourke                                               |
|         | BDQ         | Aeroportul Vadodara                                             |
|         | BDN         | Aeroportul Municipal Bend                                       |
|         | BDN         | Aeroportul Talhar                                               |
|         | BSG         | Aeroportul Bata                                                 |
|         | BVJ         | Aeroportul Bovanenkovo                                          |
|         | BAR         | Aeroportul Qionghai Bo'ao                                       |
|         | BCN         | Aeroportul Barcelona–El Prat                                    |
|         | BCU         | Aeroportul Bauchi State                                         |
|         | BIN         | Aeroportul Bamyan                                               |
|         | BLK         | Aeroportul Blackpool                                            |
|         | BGY         | Aeroportul Internațional Orio al Serio                          |
|         | BXH         | Aeroportul Balkhash                                             |
|         | BXI         | Aeroportul Boundiali                                            |
|         | BXT         | Aeroportul Bontang                                              |
|         | BWT         | Aeroportul Burnie                                               |
|         | BHH         | Aeroportul Bisha Domestic                                       |
|         | BNK         | Aeroportul Ballina Byron Gateway                                |
|         | BAZ         | Aeroportul Barcelos                                             |
|         | BHV         | Aeroportul Bahawalpur                                           |
|         | BHY         | Aeroportul Beihai Fucheng                                       |
|         | BIM         | Aeroportul South Bimini                                         |
|         | BXR         | Aeroportul Bam                                                  |
|         | BKJ         | Aeroportul Boké Baralande                                       |
|         | BDU         | Aeroportul Bardufoss                                            |
|         | BPK         | Aeroportul Biangabip                                            |
|         | BTW         | Aeroportul Batu Licin                                           |
|         | BOX         | Aeroportul Borroloola                                           |
|         | BPS         | Aeroportul Porto Seguro                                         |
|         | BKE         | Aeroportul Municipal Baker City                                 |
|         | BMJ         | Aeroportul Baramita                                             |
|         | BOE         | Aeroportul Boundji                                              |
|         | BMI         | Aeroportul Regional Central Illinois                            |
|         | BEZ         | Aeroportul Beru Island                                          |
|         | BNZ         | Aeroportul Banz                                                 |
|         | BXM         | Aeroportul Batom                                                |
|         | BEP         | Aeroportul Bellary                                              |
|         | BJH         | Aeroportul Bajhang                                              |
|         | BJT         | Aeroportul Bentota River                                        |
|         | BKC         | Aeroportul Buckland                                             |
|         | BRM         | Aeroportul Internațional Jacinto Lara                           |
|         | BSR         | Aeroportul Internațional Basra                                  |
|         | BRS         | Aeroportul Bristol                                              |
|         | BGF         | Aeroportul Internațional Bangui M'Poko                          |
|         | BQB         | Aeroportul Regional Busselton                                   |
|         | BVM         | Aeroportul Belmonte                                             |
|         | BWI         | Aeroportul Baltimore/Washington International Thurgood Marshall |
|         | BWO         | Aeroportul Balakovo                                             |
|         | BQE         | Aeroportul Bubaque                                              |
|         | BGT         | Aeroportul Bagdad                                               |
|         | BZI         | Aeroportul Balıkesir                                            |
|         | BGN         | Aeroportul Belaya Gora                                          |
|         | BJF         | Aeroportul Båtsfjord                                            |
|         | BIO         | Aeroportul Bilbao                                               |
|         | BXB         | Aeroportul Babo                                                 |
|         | BIR         | Aeroportul Biratnagar                                           |
|         | BTR         | Aeroportul Baton Rouge Metropolitan                             |
|         | BVA         | Aeroportul Paris-Beauvais                                       |
|         | BHQ         | Aeroportul Broken Hill                                          |
|         | BSS         | Aeroportul Balsas                                               |
|         | BST         | Aeroportul Bost                                                 |
|         | BXJ         | Aeroportul Boraldai                                             |
|         | BAX         | Aeroportul Barnaul                                              |
|         | BBA         | Aeroportul Balmaceda                                            |
|         | BBZ         | Aeroportul Zambezi                                              |
|         | BCM         | Aeroportul Internațional „George Enescu” Bacău                  |
|         | BCS         | Aeroportul Southern Seaplane                                    |
|         | BFJ         | Aeroportul Bijie Feixiong                                       |
|         | BIH         | Aeroportul Regional Eastern Sierra                              |
|         | BIY         | Aeroportul Bisho                                                |
|         | BJZ         | Aeroportul Badajoz                                              |
|         | BKW         | Aeroportul Raleigh County Memorial                              |
|         | BLB         | Aeroportul Internațional Panamá Pacífico                        |
|         | BMW         | Aeroportul Bordj Mokhtar                                        |
|         | BSA         | Aeroportul Internațional Bender Qassim                          |
|         | BUW         | Aeroportul Betoambari                                           |
|         | BVB         | Aeroportul Internațional Boa Vista                              |
|         | BVZ         | Aeroportul Beverley Springs                                     |
|         | BWN         | Aeroportul Internațional Brunei                                 |
|         | BYK         | Aeroportul Bouaké                                               |
|         | BYP         | Aeroportul Barimunya                                            |
|         | BWQ         | Aeroportul Brewarrina                                           |
|         | BGQ         | Aeroportul Big Lake                                             |
|         | BLU         | Aeroportul Blue Canyon–Nyack                                    |
|         | BMY         | Aeroportul Île Art – Waala                                      |
|         | BPY         | Aeroportul Besalampy                                            |
|         | BYQ         | Aeroportul Bunyu                                                |
|         | BDC         | Aeroportul Barra do Corda                                       |
|         | BTL         | Aeroportul W. K. Kellogg                                        |
|         | BZY         | Aeroportul Internațional Bălți                                  |
|         | BFL         | Aeroportul Meadows Field                                        |
|         | BXY         | Aeroportul Krayniy                                              |
|         | BCE         | Aeroportul Bryce Canyon                                         |
|         | BCK         | Aeroportul Black River Falls Area                               |
|         | BXW         | Aeroportul Bawean                                               |
|         | BXO         | Aeroportul Buochs                                               |
|         | BVU         | Aeroportul Beluga                                               |
|         | BXV         | Aeroportul Breiðdalsvík                                         |
|         | BNB         | Aeroportul Boende                                               |
|         | BGC         | Aeroportul Bragança                                             |
|         | BKN         | Aeroportul Balkanabat                                           |
|         | BFX         | Aeroportul Bafoussam                                            |
|         | BXD         | Aeroportul Bade                                                 |
|         | BHW         | Aeroportul Bhagatanwala                                         |
|         | BRO         | Aeroportul Internațional Brownsville/South Padre Island         |
|         | BIL         | Aeroportul Internațional Billings Logan                         |
|         | BXG         | Aeroportul Bendigo                                              |
|         | BIT         | Aeroportul Baitadi                                              |
|         | BAU         | Aeroportul Bauru                                                |
|         | BZA         | Aeroportul San Pedro                                            |
|         | BQA         | Aeroportul Dr. Juan C. Angara                                   |
|         | BEY         | Aeroportul Internațional Beirut–Rafic Hariri                    |
|         | BOK         | Aeroportul Brookings                                            |
|         | BHO         | Aeroportul Raja Bhoj                                            |
|         | BYH         | Aeroportul Arkansas                                             |
|         | BKY         | Aeroportul Kavumu                                               |
|         | BSX         | Aeroportul Pathein                                              |
|         | BJL         | Aeroportul Internațional Banjul                                 |
|         | BVY         | Aeroportul Municipal Beverly                                    |
|         | BAM         | Aeroportul Battle Mountain                                      |
|         | BRQ         | Aeroportul Brno-Tuřany                                          |
|         | BZV         | Aeroportul Maya-Maya                                            |
|         | BLG         | Aeroportul Belaga                                               |
|         | BEO         | Aeroportul Belmont                                              |
|         | BKL         | Aeroportul Cleveland Burke Lakefront                            |
|         | BNY         | Aeroportul Bellona/Anua                                         |
|         | BPX         | Aeroportul Qamdo Bamda                                          |
|         | BUQ         | Aeroportul Internațional Joshua Mqabuko Nkomo                   |
|         | BZC         | Aeroportul Armação dos Búzios                                   |
|         | BZN         | Aeroportul Internațional Bozeman Yellowstone                    |
|         | BVG         | Aeroportul Berlevåg                                             |
|         | BXP         | Aeroportul Biała Podlaska                                       |
|         | BZR         | Aeroportul Béziers Cap d'Agde                                   |
|         | BFM         | Aeroportul Mobile Downtown                                      |
|         | BGW         | Aeroportul Internațional Bagdad                                 |
|         | BPE         | Aeroportul Qinhuangdao Beidaihe                                 |
|         | BDA         | Aeroportul Internațional L.F. Wade                              |
|         | BCT         | Aeroportul Boca Raton                                           |
|         | BXE         | Aeroportul Bakel                                                |
|         | BXX         | Aeroportul Boorama                                              |
|         | BJG         | Aeroportul Bolaang                                              |
|         | BSB         | Aeroportul Internațional Brasília                               |
|         | BZB         | Aeroportul Bazaruto Island                                      |
|         | BMQ         | Aeroportul Bamburi                                              |
|         | BGX         | Aeroportul Comandante Gustavo Kraemer                           |
|         | BZG         | Aeroportul Bydgoszcz Ignacy Jan Paderewski                      |
|         | BPN         | Aeroportul Sultan Aji Muhammad Sulaiman                         |
|         | BZE         | Aeroportul Internațional Philip S. W. Goldson                   |
|         | BFV         | Aeroportul Buriram                                              |
|         | BNX         | Aeroportul Internațional Banja Luka                             |
|         | BOI         | Aeroportul Boise                                                |
|         | BVC         | Aeroportul Internațional Aristides Pereira                      |
|         | BJX         | Aeroportul Internațional Del Bajío                              |
|         | BOW         | Aeroportul Municipal Bartow                                     |
|         | BSY         | Aeroportul Bardera                                              |
|         | BQG         | Aeroportul Bogorodskoye                                         |
|         | BWU         | Aeroportul Bankstown                                            |
|         | BZX         | Aeroportul Bazhong Enyang                                       |
|         | BDT         | Aeroportul Gbadolite                                            |
|         | BQW         | Aeroportul Balgo Hill                                           |
|         | BDX         | Aeroportul Broadus                                              |
|         | BKZ         | Aeroportul Bukoba                                               |
|         | BQS         | Aeroportul Ignatyevo                                            |
|         | BXU         | Aeroportul Bancasi                                              |
|         | BAQ         | Aeroportul Internațional Ernesto Cortissoz                      |
|         | BNR         | Aeroportul Banfora                                              |
|         | BQT         | Aeroportul Brest                                                |
|         | BGU         | Aeroportul Bangassou                                            |
|         | BJA         | Aeroportul Soummam – Abane Ramdane                              |
|         | BSQ         | Aeroportul Municipal Bisbee                                     |
|         | BWF         | Aeroportul Barrow/Walney Island                                 |
|         | BXN         | Aeroportul Bodrum-Imsik                                         |
|         | BPG         | Aeroportul Barra do Garças                                      |
|         | BGO         | Aeroportul Bergen                                               |
|         | BLT         | Aeroportul Blackwater                                           |
|         | BDY         | Aeroportul Bandon State                                         |
|         | BQK         | Aeroportul Brunswick Golden Isles                               |
|         | BJQ         | Bahja                                                           |
|         | BJU         | Aeroportul Bajura                                               |
|         | BVL         | Aeroportul Baures                                               |
|         | BKO         | Aeroportul Internațional Bamako-Sénou                           |
|         | BZL         | Aeroportul Barisal                                              |
|         | BGA         | Aeroportul Internațional Bucaramanga-Palonegro                  |
|         | BQN         | Aeroportul Rafael Hernández                                     |
|         | BFI         | Boeing Field                                                    |